# Astragalus dysbatophilus
Astragalus dysbatophilus är en ärtväxtart som beskrevs av Zarre och Dieter Podlech. Astragalus dysbatophilus ingår i släktet vedlar, och familjen ärtväxter. Inga underarter finns listade i Catalogue of Life.